# Pèrdua de paquets
La pèrdua de paquets es produeix quan un o més paquets de dades que viatgen per una xarxa informàtica no arriben al seu destí. La pèrdua de paquets és causada per errors en la transmissió de dades, normalment a través de xarxes sense fil, o per congestió de la xarxa. La pèrdua de paquets es mesura com un percentatge de paquets perduts respecte als paquets enviats.
El protocol de control de transmissió (TCP) detecta la pèrdua de paquets i realitza retransmissions per garantir una missatgeria fiable. La pèrdua de paquets en una connexió TCP també s'utilitza per evitar la congestió i, per tant, produeix un rendiment intencionadament reduït per a la connexió.
A les aplicacions en temps real, com ara la reproducció multimèdia o els jocs en línia, la pèrdua de paquets pot afectar la qualitat d'experiència (QoE) de l'usuari.

## Causes
El Protocol d'Internet (IP) està dissenyat segons el principi d'extrem a extrem com un servei de lliurament de millor esforç, amb la intenció de mantenir la lògica que els encaminadors han d'implementar, el més senzill possible. Si la xarxa tingués garanties de lliurament fiables per si sola, això requeriria una infraestructura d'emmagatzematge i reenviament, on cada encaminador dedica una quantitat important d'espai d'emmagatzematge als paquets mentre espera verificar que el següent node els ha rebut correctament. Una xarxa fiable no podria mantenir les seves garanties de lliurament en cas d'avaria del router. La fiabilitat tampoc és necessària per a totes les aplicacions. Per exemple, amb mitjans de transmissió en directe, és més important lliurar els paquets recents ràpidament que assegurar-se que els paquets obsolets s'entreguen. Una aplicació o usuari també pot decidir tornar a provar una operació que triga molt de temps, en aquest cas s'afegirà un altre conjunt de paquets a la càrrega de lliurar el conjunt original. Aquesta xarxa també pot necessitar un protocol de comandament i control per a la gestió de la congestió, afegint encara més complexitat.

### Xarxes sense fil
Les xarxes sense fil són susceptibles a una sèrie de factors que poden corrompre o perdre paquets en trànsit, com ara la interferència de radiofreqüència (RFI), senyals de ràdio que són massa febles a causa de la distància o l'esvaïment de camins múltiples, maquinari de xarxa defectuós o controladors de xarxa defectuosos.
El Wi-Fi és inherentment poc fiable i fins i tot quan dos receptors Wi-Fi idèntics es col·loquen molt a prop l'un de l'altre, no presenten patrons similars de pèrdua de paquets, com es podria esperar.
Les xarxes cel·lulars poden experimentar una pèrdua de paquets causada per " índex d'error de bits elevat (BER), característiques del canal inestables i mobilitat de l'usuari". El comportament d'acceleració intencional de TCP impedeix que les xarxes sense fil funcionin a prop de les seves taxes de transferència potencials teòriques perquè el TCP no modificat tracta tots els paquets perduts com si fossin causats per una congestió de la xarxa i, per tant, pot accelerar les xarxes sense fil fins i tot quan en realitat no estan congestionades.

## Mesurament
La pèrdua de paquets es pot mesurar com la taxa de pèrdua de trames definida com el percentatge de trames que s'haurien d'haver reenviat per una xarxa però que no ho han estat.
La pèrdua de paquets està estretament associada a consideracions de qualitat del servei. La quantitat de pèrdua de paquets acceptable depèn del tipus de dades que s'envien. Per exemple, pel que fa al trànsit de veu sobre IP, un comentarista va considerar que "[m]imetre un o dos paquets de tant en tant no afectarà la qualitat de la conversa. Les pèrdues entre el 5% i el 10% del flux total de paquets afectaran el qualitat significativament". Un altre va descriure menys de l'1% de pèrdua de paquets com a "bona" per a la transmissió d'àudio o vídeo, i de l'1 al 2,5% com a "acceptable".
El protocol de missatges de control d'Internet proporciona una funcionalitat d'eco, on es transmet un paquet especial que sempre produeix una resposta. Eines com ping, traceroute, MTR i PathPing utilitzen aquest protocol per proporcionar una representació visual del camí que prenen els paquets i per mesurar la pèrdua de paquets a cada salt.